# 菓匠三全
株式会社菓匠三全（かしょうさんぜん）は、宮城県仙台市青葉区に本社、宮城県柴田郡大河原町に工場を置く、和洋菓子の製造販売会社。
『仙台銘菓「萩の月」』が看板商品。

## 概要
小売は、会社名と同名の贈答品店舗である「菓匠三全」を中心に展開している。贈答品店舗の「菓匠三全」の本店は、同県仙台市青葉区大町（広瀬通り）にあり、現在は本社も兼ねている。また、飲食店舗として、ずんだスイーツの専門店である「ずんだ茶寮」を仙台都市圏と首都圏で展開している。工場は宮城県・仙南圏の中心である大河原町（仙台都市圏内）にある。
『仙台銘菓「萩の月」』が全国的に著名であり、全国に模倣品が数多く生まれた。近年展開している「ずんだ茶寮」は、宮城県の郷土菓子であるずんだ餅やずんだスイーツを全国に広めるきっかけになったと評価されることがある。

## 沿革
- 1947年（昭和22年）10月 - 宮城県刈田郡蔵王町にて「田中飴屋」として製飴業を開始
- 1953年（昭和28年）5月 - 宮城県柴田郡大河原町に移転、「田中製菓工場」として油揚菓子の製造を開始
- 1964年（昭和39年）8月 - 「株式会社三全工業」が設立
- 1965年（昭和40年） - 販路を宮城・福島・岩手県全域、秋田・山形県の一部に拡大
- 1973年（昭和48年）4月 - 「株式会社三全製菓」と社名改称
- 1978年（昭和53年）4月 - 『株式会社菓匠三全』と社名改称
- 1979年（昭和54年）9月 - 仙台銘菓「萩の月」を発売
- 1987年（昭和62年）7月 - 7月18日 ～ 9月28日 - '87未来の東北博覧会の総合食品館に出店。
- 1987年（昭和62年）9月 - 萩まつりに協賛

- 1989年（平成元年）
  - 5月 - 「萩の月」が全国菓子博覧会において「食糧庁長官賞」を受賞
  - 5月 - 仙台・青葉まつりに「青葉駒山鉾」初参加
- 1990年（平成2年）5月 - 「萩の月」の姉妹品として「萩の調」を発売
- 1997年（平成9年）11月 - 創業50周年を迎える
- 2002年（平成14年）11月 - 第5回「七十七ビジネス大賞」受賞。
- 2012年（平成24年）2月 - 本社を宮城県仙台市青葉区に移転。[2]
- 2017年（平成29年） - 11月に創業70周年を迎えるにあたり、8月より創業70周年記念Web動画シリーズ「宮城・仙台旅しおり」を配信。キャストに地元出身で乃木坂46の久保史緒里を起用[3]。

## 主な製造・販売品
- 「萩の月」
- 「萩の調」 他

### モンドセレクション受賞
以下の商品でモンドセレクションを受賞している
ロワイヤル・テラッセ
- 特別金賞：1993年（平成5年） - 2006年（平成18年）。
  - 連続10年で金賞受賞した為、2002年（平成14年）にクリスタル杯受賞。

ダックワーズ
- 特別金賞：1994年（平成6年） - 1996年（平成8年）、1998年（平成10年）、2000年（平成12年） - 2006年（平成18年）。

萩の調
- 特別金賞：1995年（平成7年）
- 金賞：1993年（平成5年）。

ら・ふらんす
- 特別金賞：1995年（平成7年） - 1997年（平成9年）、2001年（平成13年） - 2006年（平成18年）。

アーモンドパイ
- 特別金賞：1996年（平成8年）、1998年（平成10年） - 2006年（平成18年）。

マドレーヌ
- 特別金賞：2006年（平成18年）。

## 展開店舗

### 菓匠三全
宮城県仙台市青葉区大町（広瀬通り）に本店を置いている。
仙台市内
- 青葉区 - 8店舗
- 泉区 - 5店舗
- 太白区 - 4店舗
- 宮城野区・若林区 - 各1店舗

仙台市外
- 石巻市・大崎市・柴田郡大河原町 - 各3店舗
- 名取市・柴田郡柴田町・宮城郡松島町 - 各2店舗

- 多賀城市・岩沼市・塩竈市・角田市・白石市・東松島市・富谷市 - 各1店舗
- 遠田郡美里町・宮城郡利府町 - 各1店舗

宮城県外
- 岩手県盛岡市 - 1店舗
- 山形県山形市 - 2店舗
- 福島県福島市・福島県相馬市 - 各1店舗

### ROYAL TERRASSE
宮城県
- 仙台市青葉区 - 4店舗
- 仙台市泉区 - 1店舗

### 青ざし
宮城県
- 仙台市青葉区 - 2店舗

### LES FEUILLES
宮城県
- 仙台市青葉区 - 2店舗
- 名取市 - 1店舗

### ずんだ茶寮
ずんだ餅およびずんだスイーツを専門とする飲食店舗。仙台市都心部（仙台駅と一番町）、空港（仙台空港・羽田空港）、大丸東京店および東京店の分店に店舗展開している。東京駅や仙台駅、羽田・仙台の両空港など、全国各地から来た人が集散する場所に店舗展開したことで、ずんだを全国に広めるきっかけになったと評されることがある。月曜から夜ふかしにてマツコ・デラックスが仙台駅で飲んだ『ずんだシェイク』を絶賛したことによりさらに知名度が上がった。
宮城県
- 仙台市青葉区 - 3店舗（JR仙台駅・Dila仙台、S-PAL仙台店、藤崎）
- 名取市 - 1店舗（仙台空港）

宮城県外
- 東京都大田区 - 4店舗（羽田空港）
- 東京都千代田区 - 1店舗（大丸東京店）
- 東京都渋谷区 - 1店舗（渋谷駅東横店）
- 東京都墨田区 - 1店舗（東京スカイツリータウン・ソラマチ店）
- 埼玉県羽生市 - 1店舗（パサール羽生パーキング店）
- 大阪府大阪市北区 - 1店舗（大丸梅田店）